# Bluna
Bluna (Morus bassanus, donedavno Sula bassana) je vrsta morske ptice i najveći pripadnik porodice bluna. 

## Opis
Mladunci su tamnosmeđi tijekom prve godine života, i postupno dobivaju više i više bijele sve dok ne odrastu nakon pet godina.
Odrasli su dugi 81 – 110 cm i teški 2,2 – 3,6 kg i imaju raspon krila od 165 – 180 cm. Prije nego što operjaju, mlade ptice (s oko 10 tjedana starosti) mogu težiti više od 4 kg. Perje im je bijelo s crnim vrhovima pera na krilima. Kljun je lagan i plavkast. Oči su svijetloplave i okružuju ih gola crna koža. Tijekom sezone parenja glava i vrat dobiju žućkastu boju.

## Rasprostranjenost
Njihov areal je Sjeverni Atlantik. Obično se gnijezde u velikim kolonijama, na liticama s pogledom na more ili malenim kamenitim otocima. Najveća kolonija od 60 000 parova živi na otoku Bonaventure u Quebecu, ali 68% svjetske populacije se razmnožava oko Britanskog otočja. Selice su i većina ih zimuje na moru južnije u Atlantskom oceanu.

## Ponašanje
Parovi bluna mogu ostati zajedno nekoliko sezona. Izvode rituale dobrodošlice kod gnijezda istežući vrat i kljunove prema nebu i lagano se dodirujući kljunovima. 
Ove ptice su odlični ronioci koji poniraju prema vodi pri velikim brzinama. Iako su spretni letači, nespretno polijeću i sleću. Uglavnom jedu malene ribe (2,5 – 30 cm duge) koje su okupljaju u grupe blizu površine vode. Skoro svaku malenu ribu (koje čine 80 – 90 % ishrane) ili druge malene životinje (lignje naprimjer) može pojesti. 
Iako je populacija bluna sada stabilna, broj im je nekada bio mnogo manji zbog gubljenja staništa, krađe jaja i ubijanja odraslih.
Predatori koji kradu jaja su neki galebovi, gavranovi i lisice. Jedini poznati neprijatelj odraslih je suri orao, iako i veliki morski psi i tuljani rijetko uhvate blunu u moru.

## Drugi projekti
|  | Zajednički poslužitelj ima još gradiva o temi bluna |
|  | Wikivrste imaju podatke o taksonu bluni             |